# Villa Delin

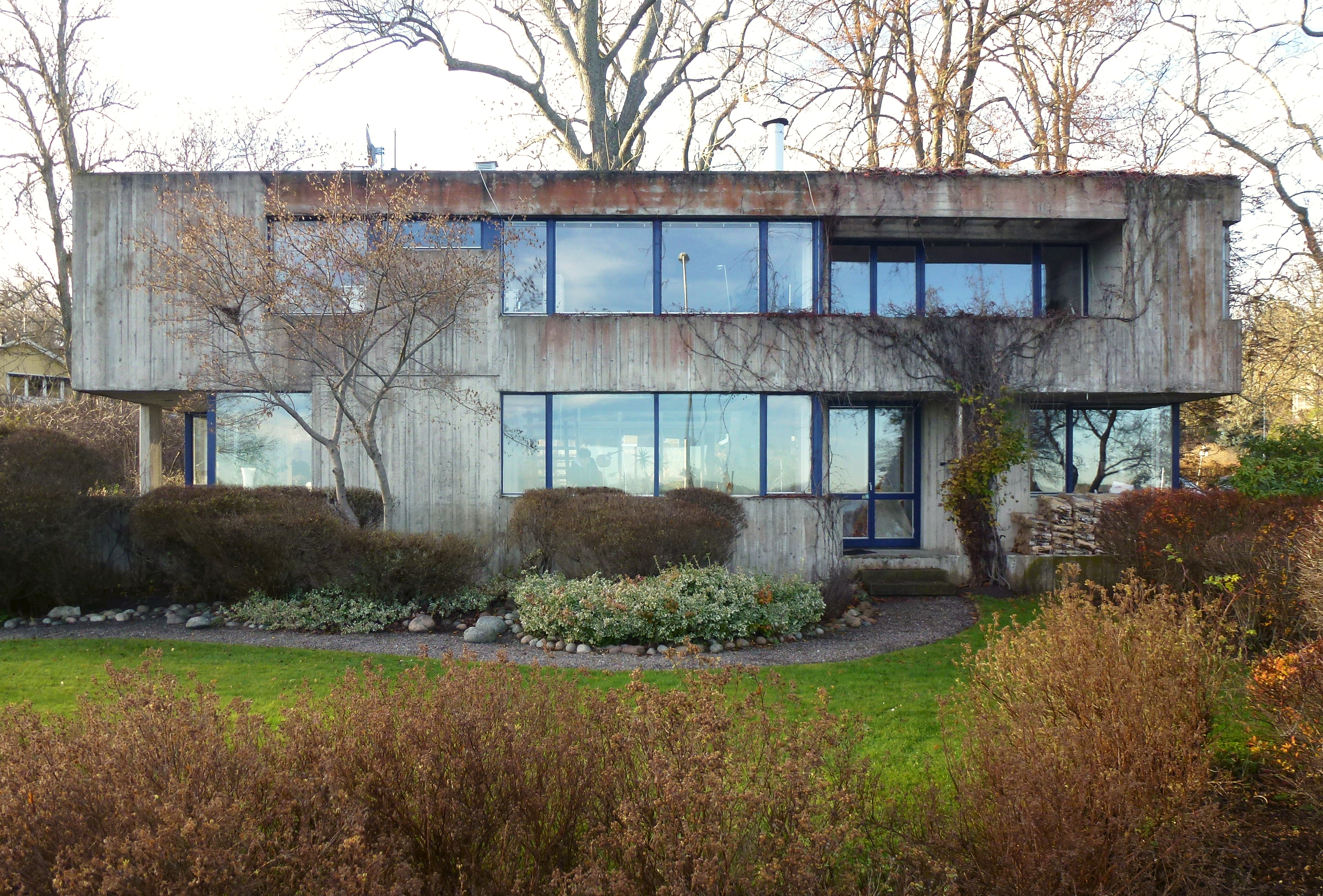
Villa Delin i november 2013.

Villa Delin är en byggnad i kvarteret Dellings norra del på Strandvägen 43, vid korsningen till Germaniavägen, i Djursholm. Byggnaden med sin brutalistiska utformning i rå betong uppfördes 1966–1970 efter ritningar av arkitekten Léonie Geisendorf.

## Byggnadsbeskrivning
Byggherren, Anders och Ethel Delin, önskade ”en skulptur i betong, placerad i nära förhållande till en praktfull ask”. Huset skulle vara luftigt och genomskinligt och barnen – de egna och andras – skulle kunna gå in och ut. Den maximala byggytan var 200 m² och risk för översvämning tillät ingen källare. Uppdraget att rita huset på den smala tomten vid Germaniaviken gick till arkitekt Léonie Geisendorf. Resultatet blev en brutalistisk och innovativ skapelse i betong och glas, där gjutteknikens träformar gav en robust och levande fasadyta. De invändiga ytskikten blev enkla med vita väggar, skjutdörrar av askfanér, redwoodpanel i taket och svarta linoleumgolv. Mycket ljus släpps in genom höga fönster med låga fönsterbröstningar. Huset inreddes med möblemang formgivet av arkitekten Alvar Aalto.
Huset har två våningar. På bottenvåningen ligger ett två våningar högt vardagsrum med utsikt över Germaniaviken och Stora Värtan och på västsidan skyddat av en stor ask. Kring vardagsrummet grupperar sig kök, matsal, allrum och en läkarmottagning. På övre planet ritade Geisendorf ett stort föräldrasovrum, en arbetsvrå och flera barnkammare. Huset har en helt öppen planlösning som var mycket ovanlig för tiden, med skjutbara väggar som kan avgränsa eller öppna upp ytorna inbördes. Ett förråd uppfördes som ett separat hus i anslutning till bostadshuset. 1984 såldes villan och den nya ägaren lät uppföra ett växthus samt en trädgård signerad Ulf Nordfjell. Trädgården är utformad i en mjuk och manieristisk stil som bryter mot Geisendorfs och Delins ursprungliga idé att husets skulpturala form skulle kontrastera mot de vilda träden och en mer naturlig växtlighet på tomten.
Huset var 2015 relativt väl bevarat i sin planlösning men har fått nya golv, ändrade trappräcken. De invändiga skåpdörrarna av askfanér har målats vita och entréns redwoodraster har målats i en brunröd ton.

## Historiska bilder och planer

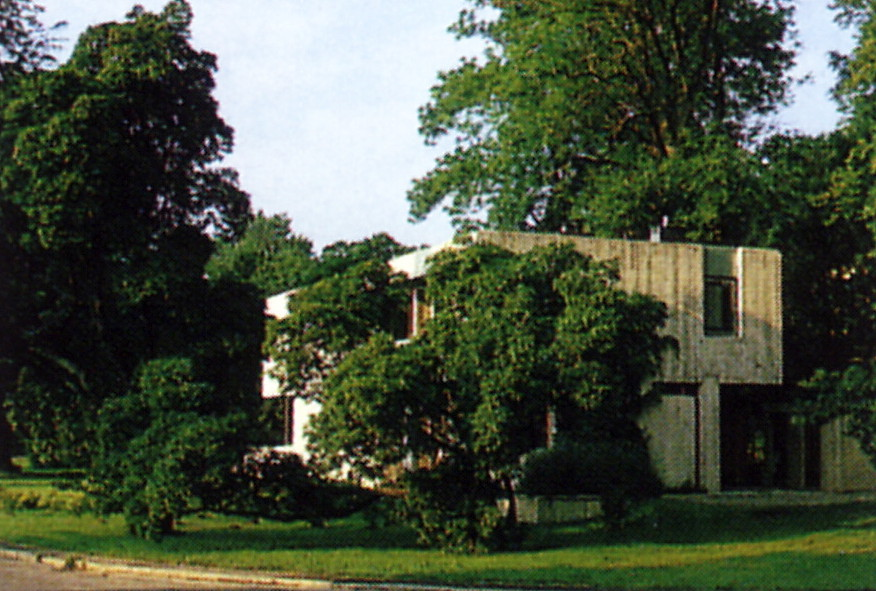
Villa Delin 1970.
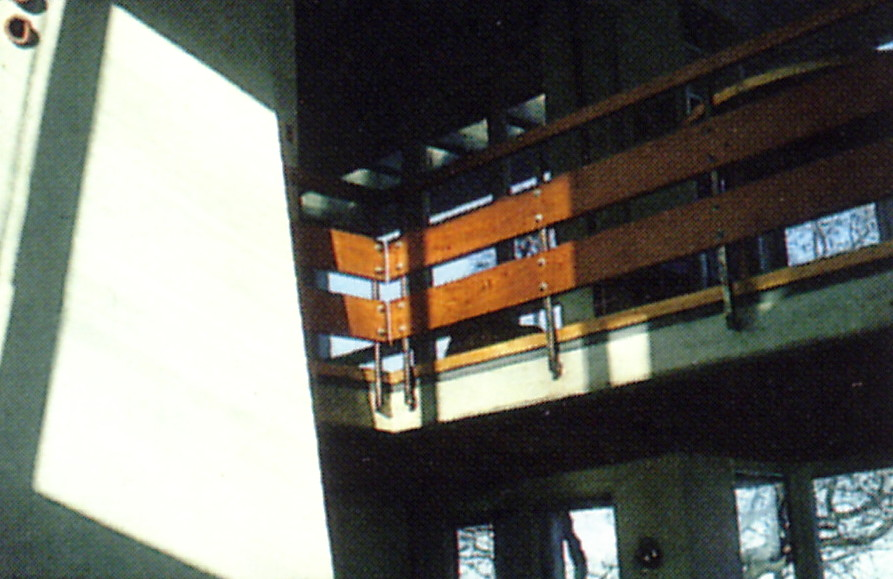
Interiör 1970 med räcke av redwood.
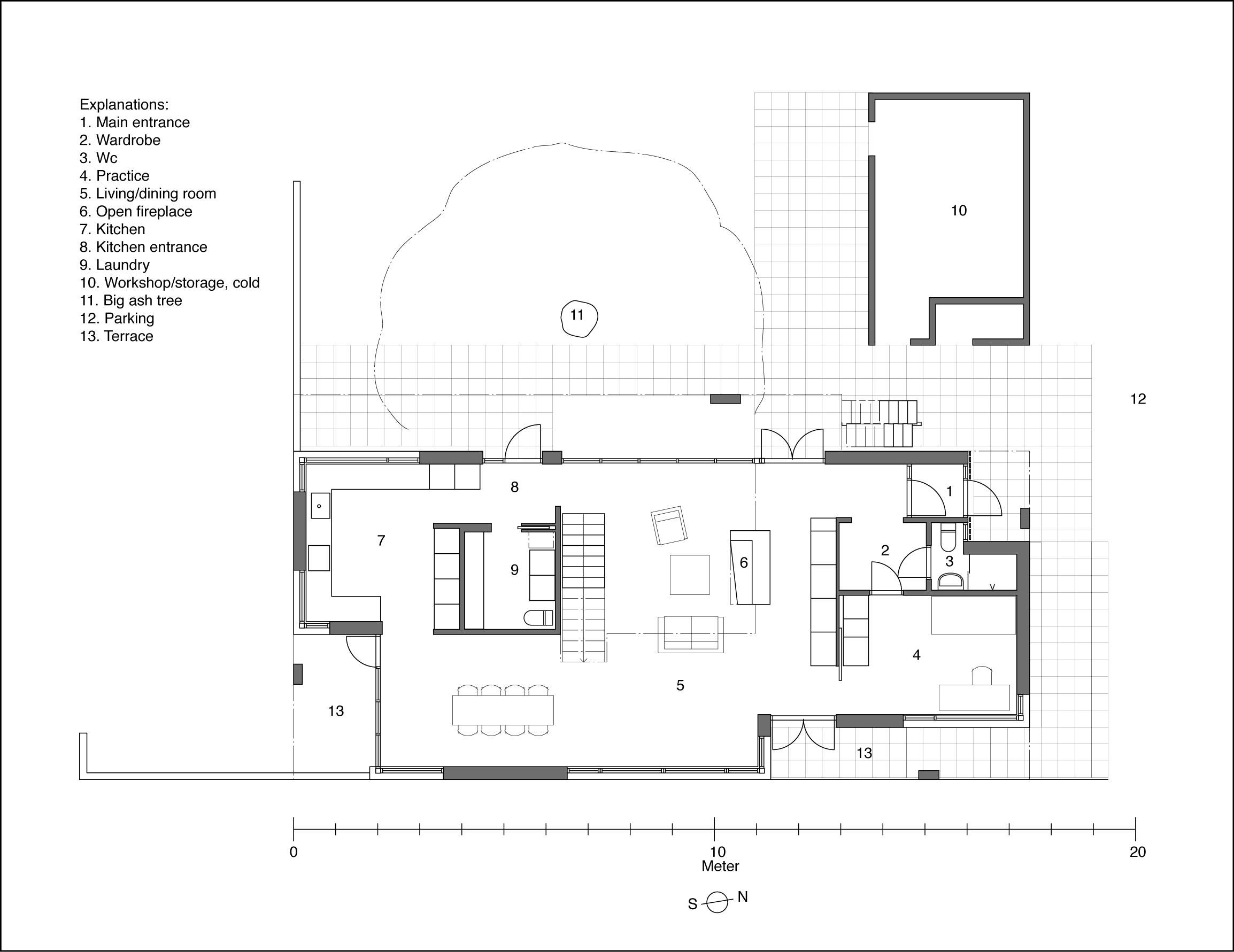
Plan bottenvåning år 1970.
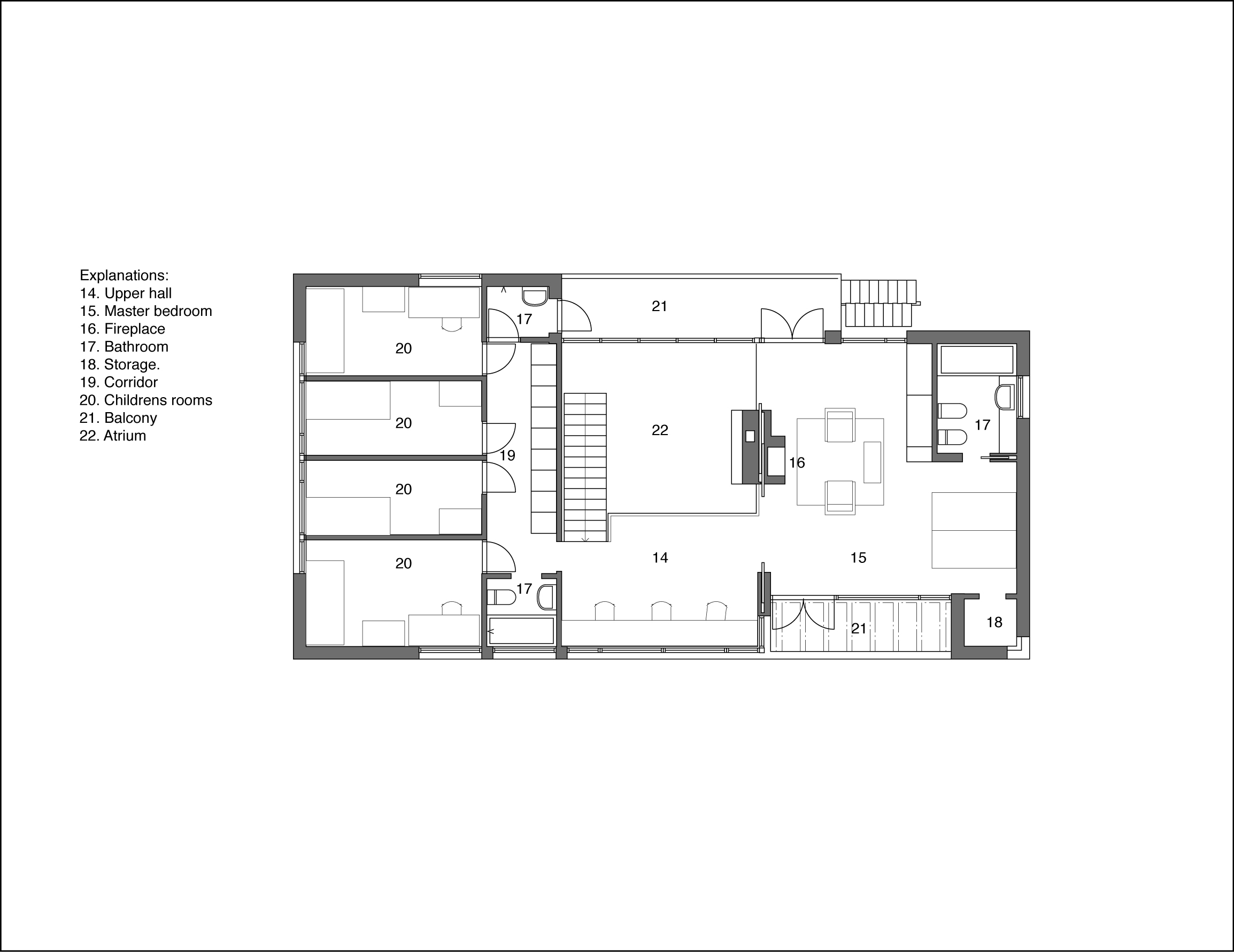
Plan övervåning år 1970.

## Nutida bilder

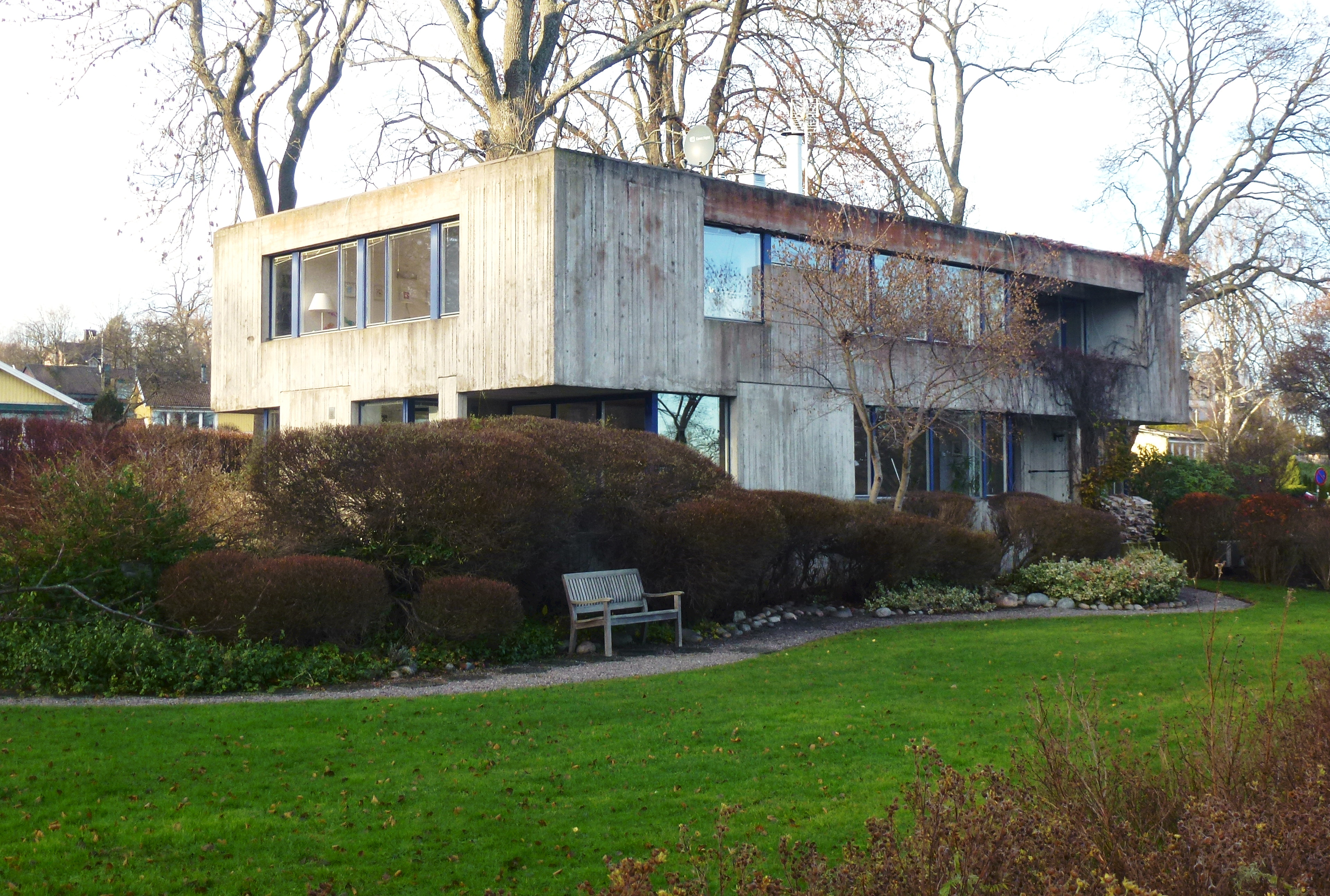
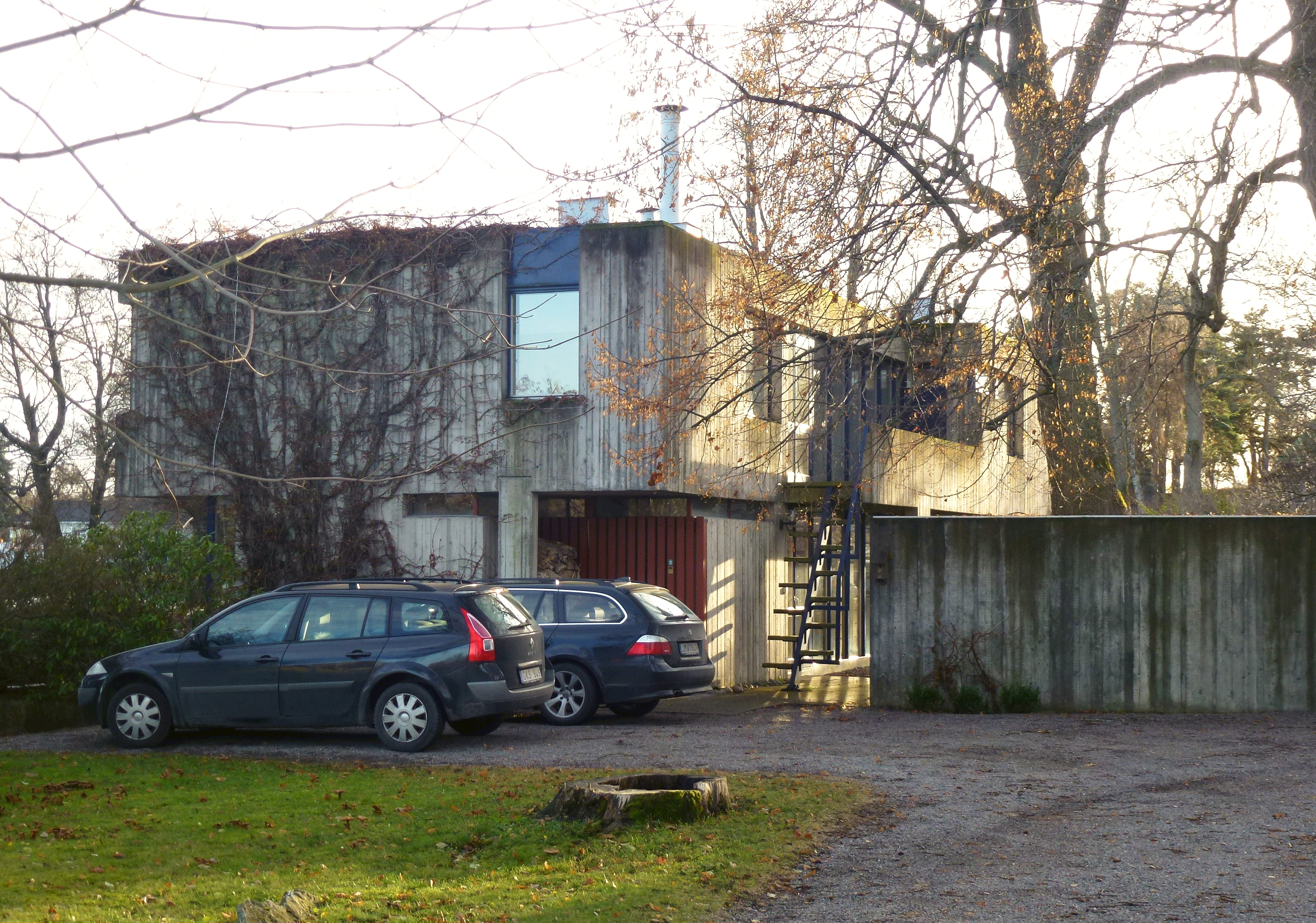
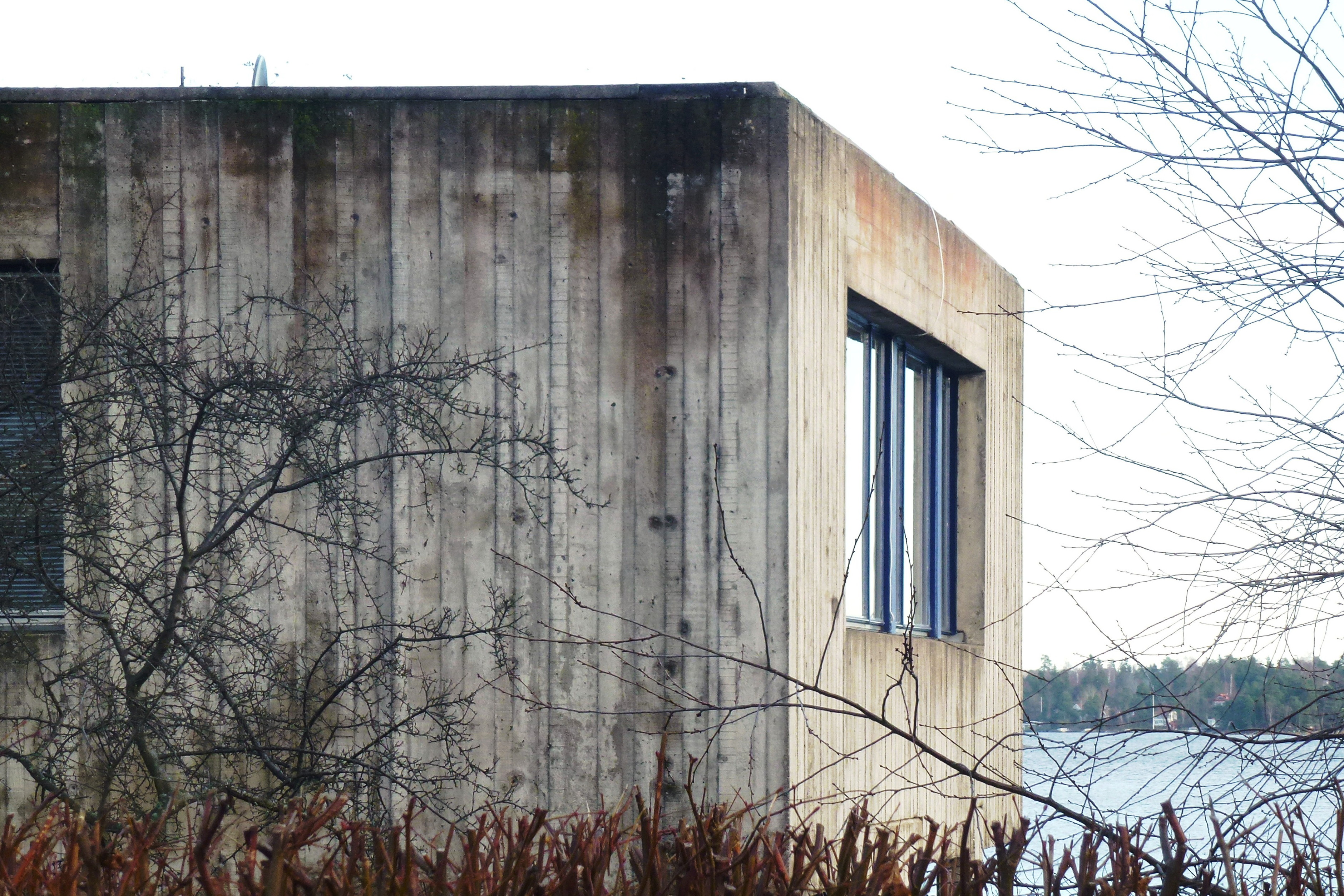
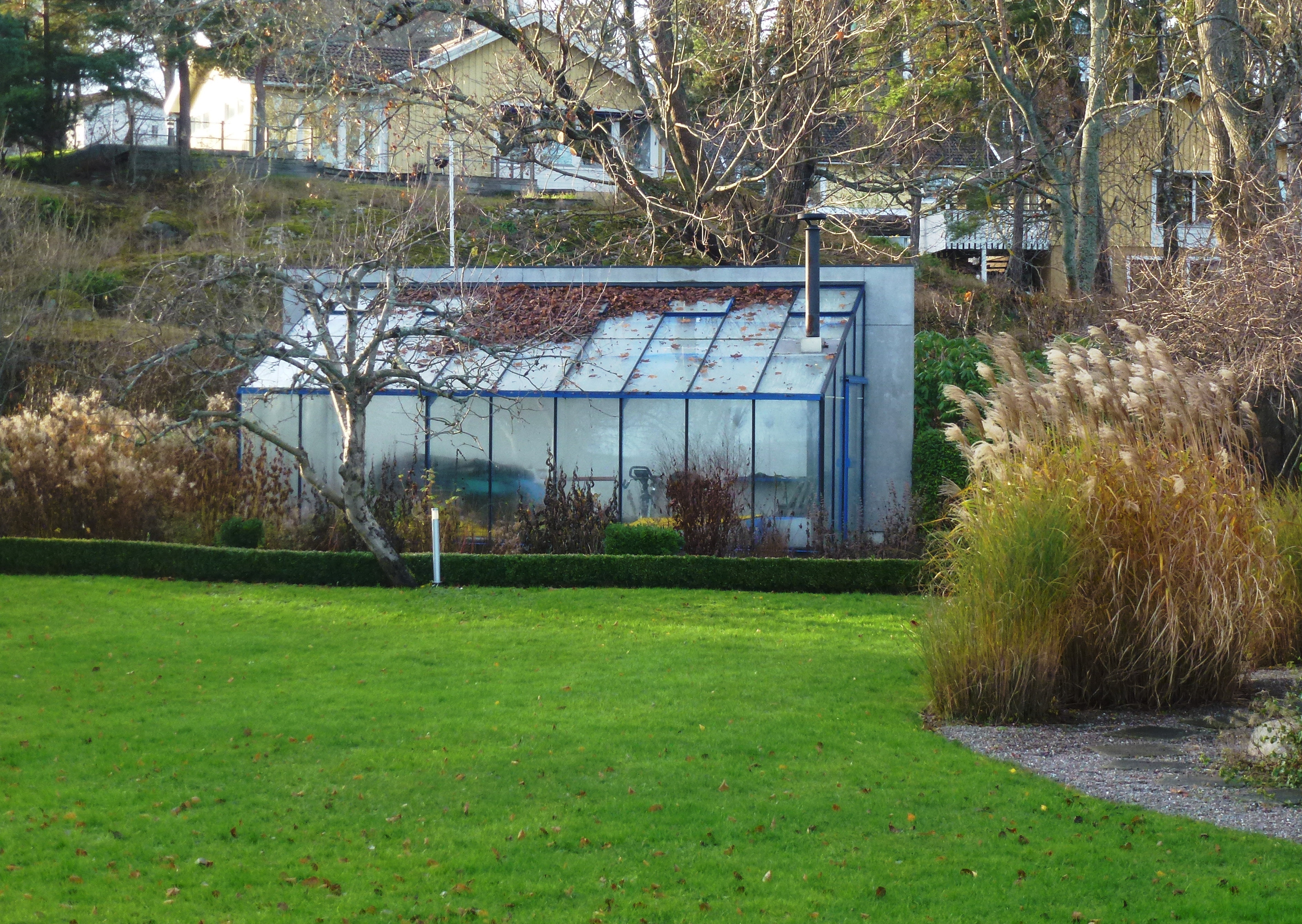